# Biała Głuchołaska

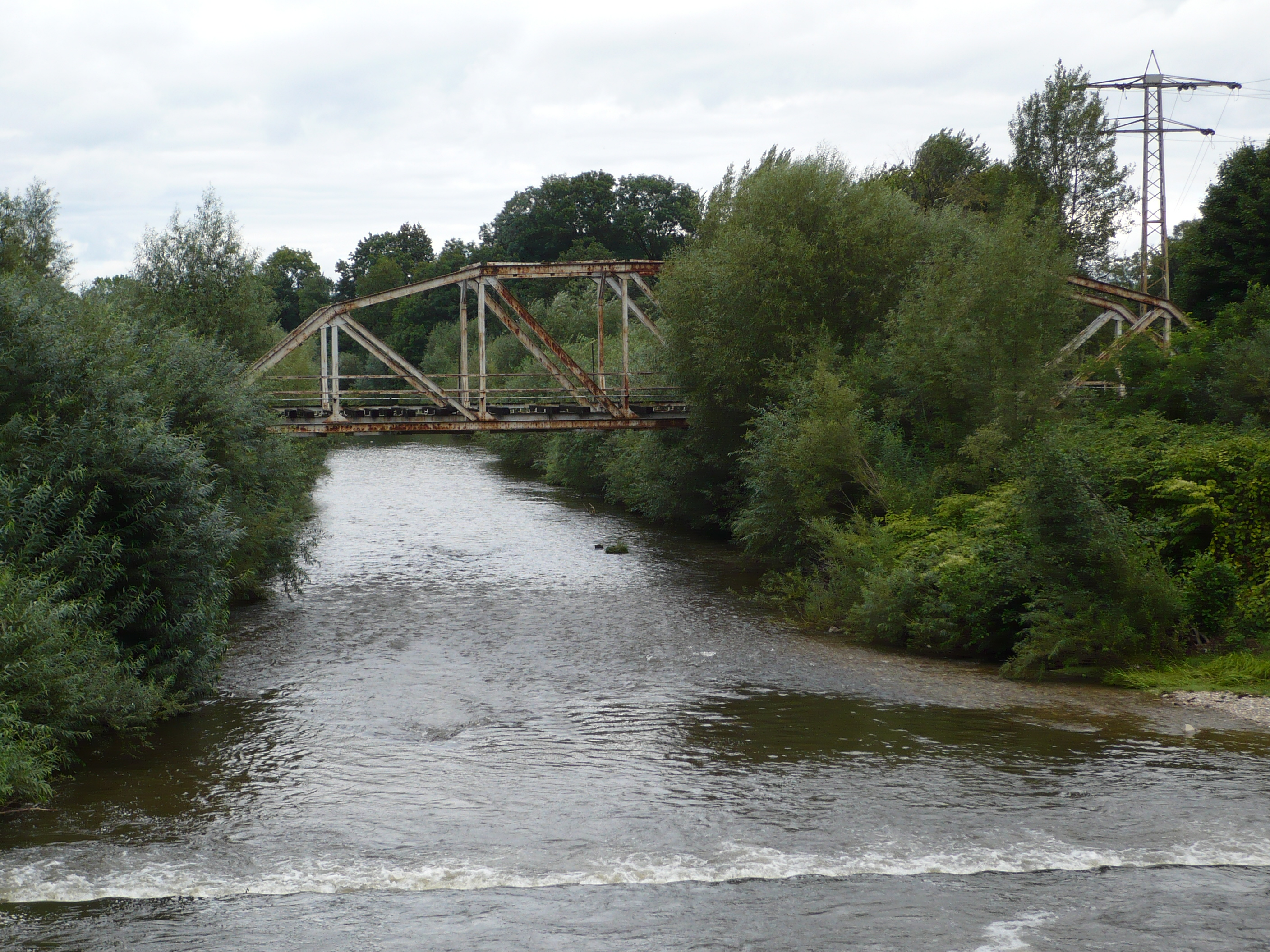
Stillgelegte Eisenbahnbrücke der Neisser Kreisbahn über die Biała Głuchołaska bei Rudawa

Die Biała Głuchołaska (polnisch) / Bělá, auch Bělá Jesenická (tschechisch) (deutsch Biele, auch Biela, Ziegenhalser Biele oder Freiwaldauer Biele) ist ein rechter Nebenfluss der Glatzer Neiße in Tschechien und Polen.

## Verlauf
Die Bělá entspringt nordöstlich des Malý Děd (Leiterberg, 1355 m) am Videlské sedlo (930 m) im Altvatergebirge. Ihr Lauf führt nach Nordwesten zunächst durch einen tiefen bewaldeten Grund bis Bělá. Dort ändert sich ihre Richtung nach Norden. In dem breiter werdenden Tal reihen sich die Ortschaften Albrechtov, Horní Domašov, Dolní Domašov, Adolfovice, Bukovice und Jeseník (Freiwaldau) aneinander. Nachfolgend wendet sich der Fluss nach Nordosten. Entlang seines Laufes folgen Česká Ves (Böhmischdorf), Písečná (Sandhübel), Studený Zejf (Kaltseifen), Široký Brod (Breitenfurth), Hradec (Gröditz), Nová Ves, Na Samotách, Bukovec und Mikulovice. Danach passiert der Fluss die Grenze zu Polen, wo er Biała Głuchołaska genannt wird. Zwischen Kolonia Jagiellońska und Głuchołazy (Ziegenhals) bildet die Biała Głuchołaska am nördlichen Fuße der Przednia Kopa (490 m, Vorder-Koppe) im Oppagebirge zwei große Flussschleifen und nimmt dann nördliche Richtung zur Ottmachauer Senke. Vorbei an Zawodzie, Bodzanów (Langendorf), Rudawa (Rothfest), Wilamowice Nyskie (Winsdorf), Nowy Świętów (Deutsch Wette), Komorów (Cammerau), Polski Świętów (Polnisch Wette), Markowice (Markersdorf), Przełęk (Preiland), Morów (Mohrau) und Biała Nyska (Bielau) mündet der Fluss seit 1971 nordwestlich von Biała Nyska bzw. nordöstlich von Siestrzechowice (Grunau) in den Stausee von Neiße. Zuvor lag seine Einmündung in die Glatzer Neiße oberhalb des versunkenen Dorfes Miedniki (Kupferhammer).
Die durchschnittliche Durchflussmenge bei Mikulovice beträgt 4,10 m³/s. Das Einzugsgebiet des Flusses umfasst 396 km², davon liegen 113 km² in Polen.

## Verkehr
Ab der Einmündung des Staříč bei Jeseník folgt die Bahnstrecke Hanušovice–Głuchołazy linksseitig dem Lauf des Flusses und überbrückt ihn südwestlich von Głuchołazy. Bei Rudawa und Biała Nyska führten die Strecken der Neisser Kreisbahn über die Biała Głuchołaska. Zwischen Polski Świętów und Przełęk verläuft rechts des Flusses die Bahnstrecke Nysa-Głuchołazy.

## Geschichte
Im Herbst 1813 änderte sich durch einen Erdfall im Bereich des „Leitersberges“ in Österreichisch-Schlesien für einige Monate das Fließverhalten des Flusses.
Im oberschlesischen Teil wurde die Biele bis 1945 als Biela bezeichnet, weil bei Bad Landeck noch ein Fluss gleichen Namens – siehe Landecker Biele –  zu finden ist.

## Zuflüsse
- Studený potok (l), Bělá
- Zaječí potok (r), Horní Domašov
- Červenohorský potok (l), Horní Domašov (deutsch: Rotebergwasser)
- Filipovický potok (l), Horní Domašov
- Keprnický potok (l), Dolní Domašov
- Borový potok (r), Dolní Domašov
- Javořický potok (l), Adolfovice
- Šumný potok (r), Adolfovice
- Vrchovištní potok (r), Bukovice
- Staříč (l), Jeseník
- Lubina (l), Česká Ves
- Žlebník (l), Česká Ves
- Chebzí (r), Studený Zejf
- Lesní potok (r), Mikulovice
- Olešnice (r), Mikulovice
- Kletnica bzw. Starynka (r), Głuchołazy
- Mora (l), Morów